# Wydział Wykonawczy Rządu Narodowego dla Wołynia, Podola i Ukrainy
Wydział Wykonawczy Rządu Narodowego dla Wołynia, Podola i Ukrainy (Wydział Wykonawczy w Prowincjach Rusi) – utworzony 21 czerwca 1863 na mocy dekretu Rządu Narodowego z 22 maja 1863 ustanawiającego Wydział Wykonawczy Rusi. Był regionalnym organem władz powstania styczniowego na Wołyniu, Podolu i Ukrainie, rezydującym w Żytomierzu.
Jako organ administracji powstańczej miał sprawować swą władzę za pośrednictwem zarządów wojewódzkich podzielonych na sekcje. Zarządom podlegać mieli mianowani naczelnicy powiatów i miast. Przy Wydziale Wykonawczym miał rezydować komisarz pełnomocny Rządu Narodowego, mianujący komisarzy przy zarządach wojewódzkich. Po mianowaniu 10 lipca 1863 naczelnym wodzem ziem ruskich gen. brygady Edmunda Różyckiego, kompetencje Wydziału Wykonawczego ograniczały się do administracji cywilnej.

## Skład
- Antoni Chamiec (komisarz rządu Narodowego)
- Edmund Różycki (dowódca sił zbrojnych Rusi)
- Bronisław Żukowski (naczelnik wojskowy Żytomierza)
- Teofil Czapski
- Kosacki (kasjer)